# Xestocephalus polleti
Xestocephalus polleti är en insektsart som beskrevs av Rauno E. Linnavuori 1979. Xestocephalus polleti ingår i släktet Xestocephalus och familjen dvärgstritar. Inga underarter finns listade i Catalogue of Life.